# Warabi no kō
Pour plus de détails, voir Fiche technique et Distribution.
Warabi no kō (蕨野行) est un film japonais réalisé par Hideo Onchi et sorti en 2003.

## Synopsis
Un village isolé de montagne aux rudes conditions de vie est soumis à une règle non écrite : pour assurer la subsistance des plus jeunes, les personnes atteignant l'âge de soixante ans doivent quitter le village pour aller s'établir à l'écart à Warabino (Litt. Le champ de fougères). Ils sont huit cette année à avoir atteint la limite d'âge, dont Ren, la mère de Dan'emon, le chef du village du milieu. Nui, la jeune femme de Dan'emon originaire d'un village voisin est très attachée à sa belle-mère qui l'a prise sous son aile. Elle découvre avec affliction cette règle tacite. Elle espère le retour prochain de Ren, mais le départ pour Warabino est un voyage sans retour.

## Fiche technique
- Titre original : 蕨野行 (Warabi no kō?)
- Titre anglais : To the Bracken Fields
- Réalisation : Hideo Onchi
- Scénario : Hisashi Watanabe, d'après le roman éponyme de Kiyoko Murata[1]
- Photographie : Shōji Ueda
- Montage : Nobuo Ogawa
- Musique : Toshirō Saruya
- Production : Mitsuru Itō
- Direction artistique : Iwao Saitō
- Décors : Kōichi Hirai
- Pays d'origine :  Japon
- Langue d'origine : japonais
- Format : couleurs — 1,85:1 — 35 mm — son mono
- Genre : drame
- Durée : 124 minutes[2]
- Date de sortie :
  - Japon : 4 octobre 2003[2]

## Distribution
- Etsuko Ichihara : Ren, la mère de Dan'emon et d'Isaku
- Mina Shimizu : Nui, la belle-fille de Ren
- Hitomi Nakahara : Tose
- Reisen Ri : Matsu
- Keiko Hida : Tome
- Chisako Hara : Chiya
- Tetsuya Segawa : Jingorō
- Ippei Sōda : Tomezō
- Renji Ishibashi : Umakichi
- Tokie Hidari : Shika, la sœur de Ren
- Kazutoyo Yoshimi : Dan'emon, le mari de Nui, chef du village du milieu
- Shūichirō Idemitsu : Isaku, le jeune frère de Dan'emon
- Machiko Nakamura : Tera, la femme d'Isaku
- Asako Minamitani : Seki

## Distinctions
- 2003 : prix Hōchi du meilleur réalisateur pour Hideo Onchi[3]
- 2004 : prix du meilleur réalisateur pour Hideo Onchi au festival du film de Yokohama